# Afrarchaea fisheri
Afrarchaea fisheri is een spinnensoort uit de familie Archaeidae. De soort komt voor in Madagaskar.